# تايلر بلاكبيرن
تايلر بلاكبيرن (بالإنجليزية: Tyler Blackburn)‏ مواليد 12 أكتوبر 1986 في كاليفورنيا، الولايات المتحدة، هو ممثل أمريكي بدأ مسيرته الفنية عام 2002.

## الأعمال
- أنفابيولس
- أيام حياتنا
- الكاذبات الصغيرات الجميلات

## وصلات خارجية
- تايلر بلاكبيرن على موقع IMDb (الإنجليزية)
- تايلر بلاكبيرن على موقع روتن توميتوز (الإنجليزية)
- تايلر بلاكبيرن على موقع ألو سيني (الفرنسية)
- تايلر بلاكبيرن على موقع أول موفي (الإنجليزية)
- تايلر بلاكبيرن على موقع قاعدة بيانات الفيلم (الإنجليزية)
- تايلر بلاكبيرن على موقع كينوبويسك (الروسية)